# ラッシュ船

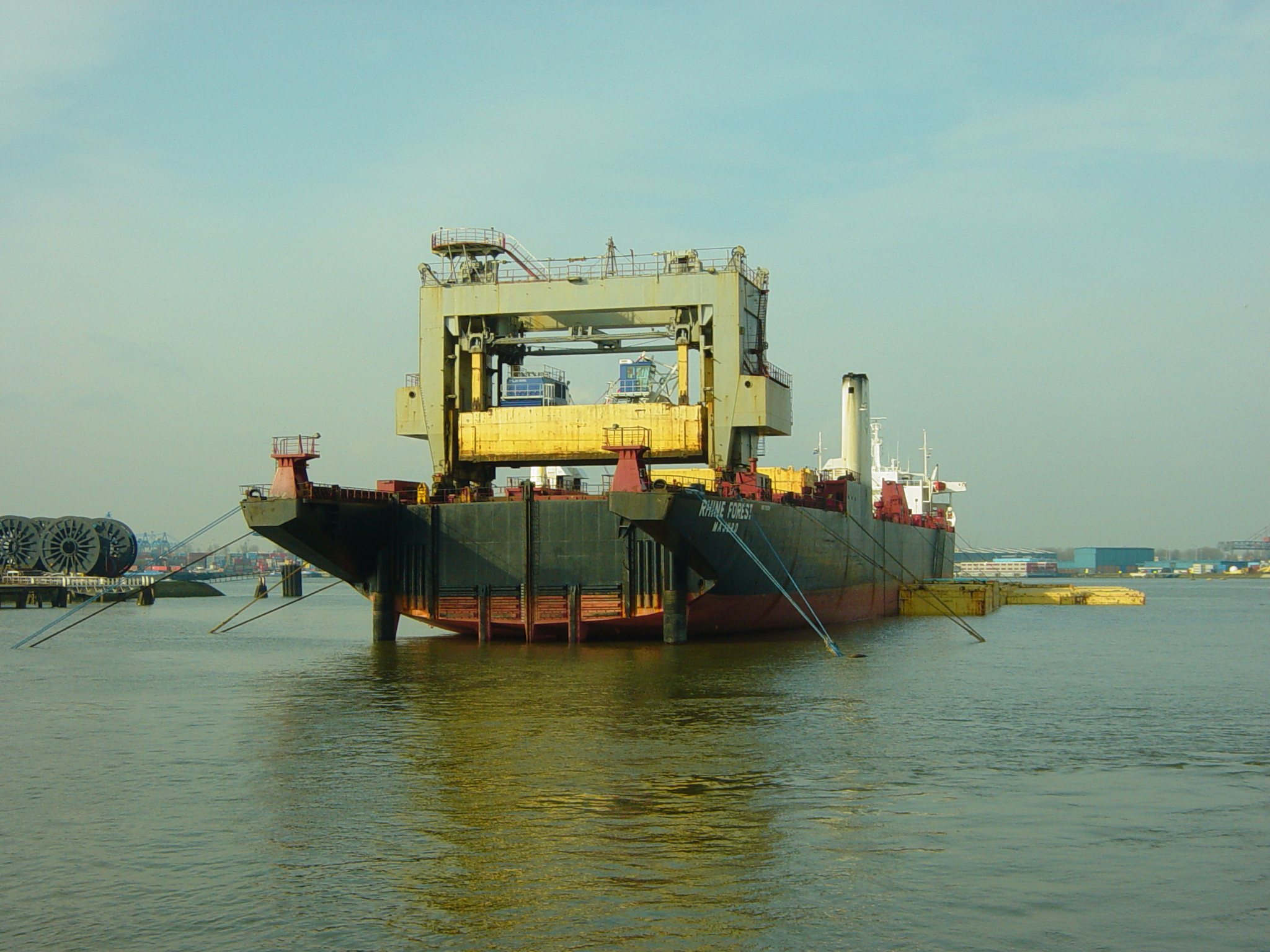
「ライン・フォレスト」（MV Rhine Forest）ロッテルダム港にて

ラッシュ船（ラッシュせん）は、艀を搭載して輸送するための船である。ラッシュは英語のlighter aboard shipを略したLASHから来ている。lighterという言葉が艀という意味を表す。ラッシュ船は、動力のない艀を海に隔てられた内水面の間で輸送する必要に応えて開発された。動力のない艀は、港湾・運河・河川などで押されたり牽かれたりして移動し、自力で移動することはできない。LASH船、バージキャリアなどともいう。
艀を輸送できる船全てをラッシュ船というわけではない。艀の規格や搭載方法などに応じて艀を輸送するシステムにはシービーシステムやBACATシステムなど複数の方式があり（後述）、そのうちの特定の方式がラッシュシステムと呼ばれる。バージキャリアという言葉は艀を輸送する船全体に対して用いられる言葉である。

## 開発
1950年代、荷主はもはや個別の積み荷を船倉に積み込む古いやり方に満足していなかった。積み荷の寸法や形は大きくばらついており、ISOコンテナは1960年代にゆっくりと採用され始めたばかりであった。大規模な輸送装置や保管場所を備えた巨大コンテナターミナルはまだ計画段階か開発が始まった段階であった。
LASHは、発展途上のコンテナシステムに対する別の手段・補完として開発された。浮かぶコンテナと見ることができるかもしれない艀は2つの目的を持っており、1つは水面を越えて輸送すること、そしてもう1つは積み込み、積み降ろす荷物の標準化された形を確立するということであった。艀は出発地の港でラッシュ船に搭載され、目的地の港で降ろされた。
このシステムはアメリカの造船技術者ジェローム・ゴールドマン（Jerome Goldman）によって1960年代に開発された。1969年9月に就役した「アカディア・フォレスト」（Acadia Forest）が最初のラッシュ船であった。この船は75隻の標準の艀を搭載でき、搭載能力は約376 トンであった。その時点ではそれまでにない種類の船であり、主に他の小型の船を運ぶために設計された最初の船であった。

## 経済的な影響
発明された時点では、このシステムは専門家に船舶技術の大きな進歩であると評価された。 ラッシュ船は積み込み・積み降ろしがかなり効率的で、艀を直接船に搭載することができることから港湾設備や接岸する岸壁の不足は障害とならなかった。このシステムはまた、既に水上に降ろされた艀は他の艀が降ろされている最中にも移動を開始できることから、できるだけ速く積み荷を降ろさなければならないという圧力も緩和した。こうした利点から、在来船では年間の半分ほどの時間を港湾に繋留されているのに対して、ラッシュ船はその時間の80 パーセントを航海に用いることができた。

## 技術

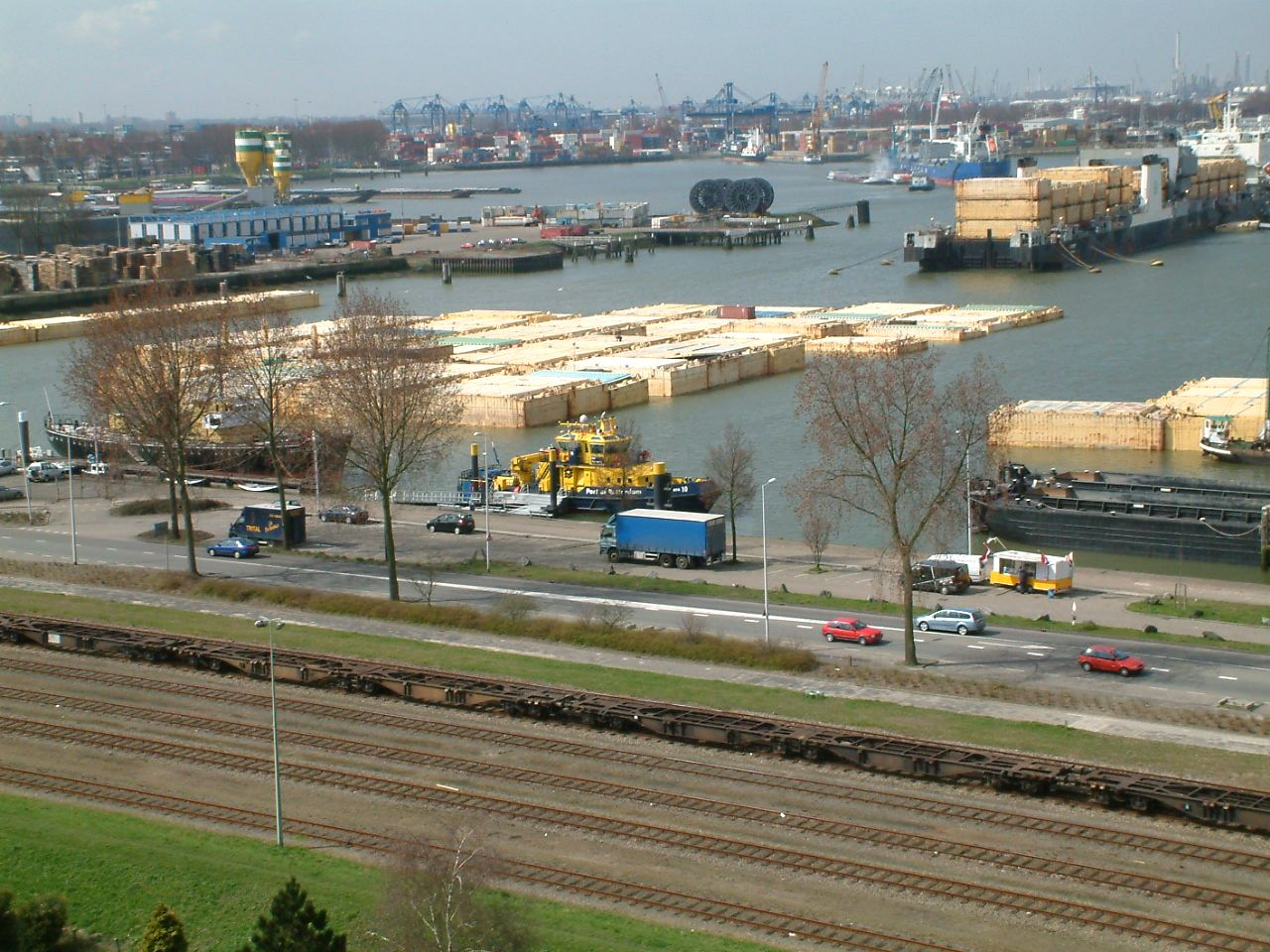
並べられた多くの艀（中央）とラッシュ船（右奥）

艀は内陸の河川や浅い港などで積み荷を搭載される。その後、艀は海港の泊地へ牽引されていき、ラッシュ船と合流する。到着すると、ラッシュ船のクレーンが艀を持ち上げて船に載せる。艀に積まれている荷物は積み替える必要がない。
この新しい輸送システムの発明に伴って発生した重要な技術上の問題は、艀の形であった。主に艀の形と積み込み機構が異なるいくつかの他の設計が提案されたが、ラッシュシステムがもっとも幅広い範囲で用いられた。この方法では、艀は船尾に備えられた大きなクレーンによって1隻ずつ引き上げられる。このクレーンは船の全長に渡って移動することができ、船倉内および甲板上で艀同士を積み重ねて置くことができる。このクレーンは吊り上げ能力が500 Mp以上ある。艀の積み込み・積み降ろしは平均15分かかる。ラッシュ船はヨーロッパ、日本、アメリカ合衆国でほとんど同一のスペックで建造された。
母船はしばしば喫水線上にドアを取り付けて建造したり、そのように改造したりする。これは吊り上げ設備なしに積み荷を積み込んだり積み降ろしたりできるようにするためである。この例としてはトルコ向けにエイボンデール造船所で建造された"LASH Turkiye"がある。

### 技術諸元
| 種類   |          | LASH 1 | LASH 2 |
| ------ | -------- | ------ | ------ |
| 全長   | メートル | 262    | 250    |
| 全幅   | メートル | 32.50  | 30.50  |
| 喫水   | メートル | 11.30  | 10.70  |
| トン数 | トン     | 43,000 | 29,600 |
| 速度   | ノット   | 19     | 22     |
| 出力   | 馬力     | 26,000 | 32,000 |

| 艀の種類 |                |
| -------- | -------------- |
| 全長     | 18.70 メートル |
| 全幅     | 9.50 メートル  |
| 許容高さ | 4.00 メートル  |
| 重量     | 80.00 トン     |
| 搭載能力 | 380.00 トン    |
| 喫水     | 2.60 メートル  |

## シービーシステム
他の関連したシステムとしては、船尾にリフトシステムを備えたシービーシステム（Sea Bee）がある。シンクロリフト（Syncrolift）というリフトは、水面まで下げることのできるプラットフォームである。2隻の最大1,000 トンまでの艀が水面下に下げられたプラットフォームの上に進入し、甲板の高さまで持ち上げられ、そこで特別なレールが組み合わせられて艀を船の全長方向に搭載位置まで移動させる。シービーシステムで用いられる艀はラッシュ船用のものよりかなり大きく、積み込み装置も強力で能力は2,000 Mp以上ある。
3隻のシービー船のうち最初の船は、ライクス・ブラザーズ・スティームシップ（Lykes Brothers Steamship Company）によって運航される「ドクター・ライクス」（MV Doctor Lykes）で、この船は3つの甲板を持ち、下の2つの甲板にそれぞれ12隻、最上甲板に14隻の合計38隻の艀を輸送することができた。この船の二重の機能は特筆に値するもので、36,000 立方メートルの容量のある貯蔵タンクを脇に備え、珍しく大きな二重船体を持って、プロダクトタンカー（ケミカルタンカー）としても用いることができた。

### 技術諸元
| シービー母船 |          |        |
| ------------ | -------- | ------ |
| 全長         | メートル | 266.70 |
| 全幅         | メートル | 32.26  |
| 第1甲板高さ  | メートル | 9.70   |
| 主甲板高さ   | メートル | 16.10  |
| 最上甲板高さ | メートル | 22.80  |
| 喫水         | メートル | 10.00  |
| 搭載能力     | トン     | 27,500 |
| 排水量       | トン     | 45,400 |
| 速度         | ノット   | 20     |
| 出力         | 馬力     | 36,000 |

| シービー用艀 |          |       |
| ------------ | -------- | ----- |
| 全長         | メートル | 29.75 |
| 全幅         | メートル | 10.67 |
| 許容高さ     | メートル | 3.80  |
| 重量         | トン     | 150   |
| 搭載能力     | トン     | 850   |
| 喫水         | メートル | 3.25  |

## BACATシステム
BACAT（Barge-Catamaran）という名前のデンマークのプロジェクトは1973年終わりに導入された。北ヨーロッパとイギリスの間で何十万トンもの積み荷を輸送するために用いられた。このシステムはシービーに似ているが、より小さな艀で搭載能力は140 トンしかない。

### 技術諸元
| BACAT 母船 |          |        |
| ---------- | -------- | ------ |
| 全長       | メートル | 103.50 |
| 全幅       | メートル | 20.70  |
| 許容高さ   | メートル | 10.50  |
| 喫水       | メートル | 5.40   |
| 搭載能力   | トン     | 2,700  |
| 速度       | ノット   | 13     |
| 出力       | 馬力     | 2,250  |

|          |          | 艀タイプ1 | 艀タイプ2 |
| -------- | -------- | --------- | --------- |
| 全長     | メートル | 16.80     | 18.75     |
| 全幅     | メートル | 4.70      | 9.50      |
| 喫水     | メートル | 2.47      | 2.50      |
| 搭載能力 | トン     | 140       | 370       |

## 問題と欠点
ラッシュシステムやこれに類似したバージキャリアの出現に伴い、それまで船会社に知られていなかった新たな問題が発生した。母船に載せられた艀は単に大きな積み荷のコンテナであるが、港や水路においてはこれは船となる。船としては、錨やウィンチ、繋留設備や信号灯などの設備の規制に従う必要がある。こうした規制はヨーロッパ・北アメリカ・アジアなど地域によって大きく異なり、異なる港で相互運用性を確保することが困難となった。また複数の艀を連結して牽引する時には、牽引用の艀が必要で、これは母船で輸送することができなかった。さらに冬に凍結する水路で運用すると資本コストが高くなった。
検討によれば、母船と艀を運用する費用に加えて、こうした問題に対処する費用は、従来からの貨物船や輸送市場を広く占め始めていたISO標準のコンテナ船よりかなり高いものとなることがわかった。バージキャリアと艀のシステムは技術的には興味深い輸送システムであったが、ある特定の交通と経済の状況下でのみ経済的なものであった。